# وسنا پوتوویچ
وسنا پوتوویچ (انگلیسی: Vesna Despotović؛ زادهٔ ۱۸ آوریل ۱۹۶۱) بازیکن بسکتبال اهل یوگسلاوی است.
وی در مسابقات کشوری و بین‌المللی در مجموع برندهٔ ۲ مدال برنز شده‌است.